# Gergely-naptár

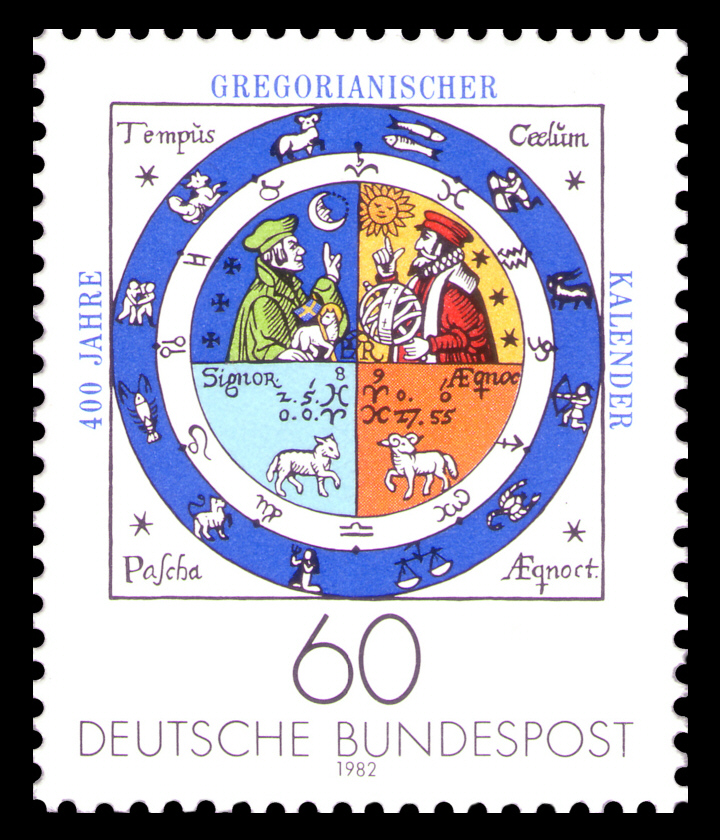
A Gergely-naptár 400. évfordulójára kiadott 1982-es emlékbélyeg

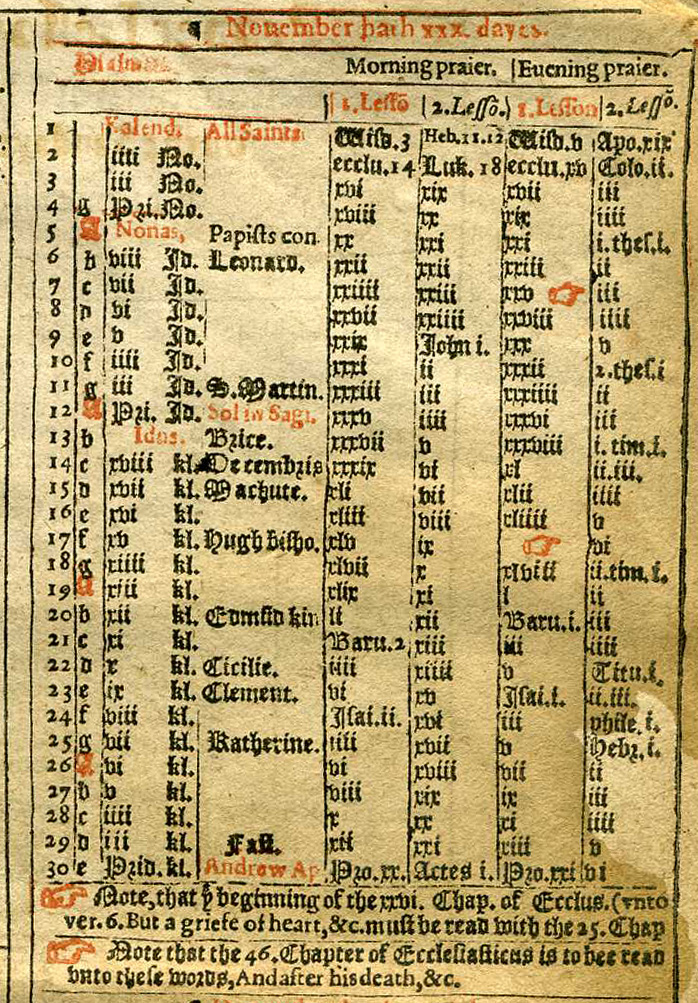
A Gergely-naptár egy imakönyvben (1614)

A Gergely-naptár (más néven gregorián naptár) a ma érvényben lévő naptárrendszerek közül a legelterjedtebb. Eszerint az időszámítás kezdete Krisztus születéséhez igazodik, egyebekben a julián naptár kis módosítása.

## Előzmények
A julián naptárt Julius Caesar Róma alapítása után 709-ben (Kr. e. 45-ben) vezettette be. Ebben egy év 365 napból állt, és minden negyedik évben egy szökőnapot iktattak be, és ehhez az ókori egyiptomi naptárat vette alapul. Az így átlagosan kialakuló 365,25 napból álló év azonban hosszabb, mint a 365 nap 5 óra 48 perc 46 másodpercből álló szoláris év, ami 365,242199 napnak felel meg. Az eltérés ezer év alatt nagyjából nyolc nap, ami a középkorban egyre nagyobb nehézségeket okozott a mezőgazdasági munkák ütemezése során és a húsvét időpontjának kiszámításában, ezért a naptárreformot a 13–15. században egyre többen sürgették. 
A 14. századtól kezdve több tervezet is született, amit azonban a bírálók sorra el is vetettek. Végül a XIII. Gergely pápa által 1576-ban felállított nemzetközi bizottság eljárása lett eredményes. Az új rendszert 1577-ben Aloysius Lilius olasz orvos, csillagász dolgozta ki, a bizottság felülvizsgálta, jóváhagyta, majd a tervezetet a pápa megküldte valamennyi európai uralkodónak és egyháznak véleményezés végett. A beérkezett javaslatok alapján Christophorus Clavius német származású jezsuita matematikus, csillagász öntötte végleges formába. Végrehajtását a pápa 1582. február 24-én az Inter gravissimas bullával rendelte el.

## Bevezetése
XIII. Gergely pápa rendelete szerint az új naptár 1582. október 4-én csütörtökön lépett életbe oly módon, hogy az azt követő nap október 15. lett, a kettő közötti napok abban az évben kimaradtak. Ugyanakkor a hét rendszerét ez nem befolyásolta, mivel 15-e péntekre esett és nem hétfőre, mint amilyen napra kellett volna, amennyiben 4-e csütörtökre.
Az új naptár bevezetését azonban a legtöbb országban nem azonnal és nem minden probléma nélkül fogadták el, elterjedése több évszázados folyamat volt.
Európát az Oszmán Birodalom terjeszkedése fenyegette, a kontinensen vallásháború dúlt, az új naptár elfogadása, illetve elutasítása elsősorban ideológiai kérdés volt. 
A katolikus Spanyolországban, Portugáliában és Lengyelországban azonnal bevezették, ott ebben az évben az október 4-ét 15-e követte. Franciaországban az év december 20-án vezették be, majd az 1792-ben a forradalom idején bevezetett forradalmi naptár helyett Napóleon 1806-ban ismét életbe léptette. 
A magyarországi ellenkezést – bár a klérus 1583-as rendelete nyomán itt-ott valóban használták – az váltotta ki, hogy az országgyűlési határozat nélküli bevezetést sokan jogtalannak vélték. Az ellenállás mögött jórészt a protestánsok vallási indítékai álltak. 
A Német-római Birodalom katolikus tartományaiban 1583–1585 között, a lutheránus Poroszországban csak 1610-ben vezették be. Nagy Britannia és tengerentúli gyarmatai csak 1752-ben fogadták el.
A 18. század végére a Gergely-naptár a nyugati keresztény államok többségében elfogadottá vált. A következő évszázadban egyre több nemzet kezdte használni, az utolsók között Oroszországban 1918-ban került sor a bevezetésre.

## A Gergely-naptárra való áttérés ideje néhány országban
| Ország         | Julián naptár utolsó napja | Gergely-naptár első napja |
| -------------- | -------------------------- | ------------------------- |
| Itália         | 1582. október 4.           | 1582. október 15.         |
| Spanyolország  | 1582. október 4.           | 1582. október 15.         |
| Portugália     | 1582. október 4.           | 1582. október 15.         |
| Lengyelország  | 1582. október 4.           | 1582. október 15.         |
| Franciaország  | 1582. december 9.          | 1582. december 20.        |
| Bajorország    | 1583. október 5.           | 1583. október 16.         |
| Ausztria       | 1584. január 6.            | 1584. január 17.          |
| Németország    | 1700. február 18.          | 1700. március 1.          |
| Magyarország   |                            | 1588. január 28.          |
| Norvégia       | 1700. február 18.          | 1700. március 1.          |
| Dánia          | 1700. február 18.          | 1700. március 1.          |
| Nagy-Britannia | 1752. szeptember 2.        | 1752. szeptember 14.      |
| Svédország     | 1753. február 17.          | 1753. március 1.          |
| Finnország     | 1753. február 17.          | 1753. március 1.          |
| Bulgária       | 1916. március 31.          | 1916. április 14.         |
| Oroszország    | 1918. január 31.           | 1918. február 14.         |
| Szerbia        | 1919. január 18.           | 1919. február 1.          |
| Románia        | 1919. január 18.           | 1919. február 1.          |
| Görögország    | 1924. március 9.           | 1924. március 23.         |

## Eltérések a julián naptárhoz képest
A julián naptár egy éve és a szoláris év között az évenkénti eltérés kicsit kevesebb, mint negyed nap. A minden negyedik évben beiktatott egy szökőnap viszont már túl sok korrekció, így a naptár 400 év alatt kb. három nappal előzi meg a tropikus évet. A Gergely naptár ezt egyszerű és szellemes módon úgy hozza rendbe, hogy a 400-zal nem osztható kerek évszázadok nem szökőévek, hanem 365 napos évek maradnak. Így 1700, 1800 és 1900 nem volt szökőév, míg 2000 az volt. A még ezek után is fennmaradó eltérés 3320 év alatt okoz majdnem egy nap eltolódást. A jelenlegi számítások szerint 4782-ben várható legközelebb, hogy egy napot ki kell hagyni a Gergely-naptár és a szoláris év különbsége miatt.

## Érdekességek
Az átlagos év 365,2425 napos = 8765,82 órás = 525 949,2 perces = 31 556 952 másodperces.
A közönséges év 365 napos = 8760 órás = 525 600 perces = 31 536 000 másodperces.
A szökőév 366 napos = 8784 órás = 527 040 perces = 31 622 400 másodperces.
Néhány év azonban tartalmazhat szökőmásodperceket.
A Gergely-naptár 400 éves ciklusában 146 097 nap van és emiatt pontosan 20 871 hét, így például 1605 heteinek napjai megegyeznek 2005-éivel.
Pécsett a szlávok és a ferencesek támogatták az új naptár bevezetését, a magyar katolikusok, görög ortodoxok és a protestánsok viszont ellenezték. 1613-ban Vásárhelyi Gergely a pápától kért és kapott engedélyt a régi naptár megtartására. A városban élő szlávok azonban az új naptárt használták, így az ünnepeket kétszer tartották meg a városban. A fennmaradt iratok szerint még az 1640-es években is a régi naptárt használták Pécsett.

## Külső hivatkozások
- A Gergely-naptár bevezetését kihirdető bulla